# Wacław Ludwik Raszek
Wacław Ludwik Raszek (Raschek, Raszko, Raszke, Ludwik, Ludwik Wacław, Ignacy Wacław, Antoni Raszek) (ur. 1764 w Rychnovie nad Kněžnou, zm. 29 stycznia 1837 w Warszawie) – kompozytor i pedagog czeskiego pochodzenia działający w Polsce. Związany z dominikanami, pijarami, Instytutem Puławskim, Archikonfraternią Literacką przy katedrze św. Jana w Warszawie. Organizator życia muzycznego w Gidlach, Żarkach, Warszawie, Opolu Lubelskim i Puławach. Kapelmistrz, organista i uznany nauczyciel działający w szkolnictwie kościelnym, państwowym i prywatnym.

## Życiorys
W latach 80. XVIII wieku przebywał w Żarkach i Gidlach. W Żarkach był dyrektorem zespołu muzycznego (prawdopodobnie przy kościele farnym), a w Gidlach prawdopodobnie organistą w kościele klasztornym dominikanów. 26 maja 1789 ożenił się po raz pierwszy, a 4 lutego 1793, po owdowieniu, po raz drugi. Wkrótce znów został wdowcem.
Prawdopodobnie na przełomie XVIII i XIX wieku przeprowadził się do Warszawy. Od 1812 do 1817 był nauczycielem fortepianu w konwikcie żoliborskim oo. pijarów. W 1815 ożenił się po raz trzeci. 18 sierpnia 1816 urodził mu się syn – Ludwik Wacław.
Od 1817 do 1819 przebywał w Opolu Lubelskim, gdzie pracował jako kapelmistrz. 7 marca 1818 urodziła mu się córka – Rozalia Kaliksta. Dziecko zmarło na odrę 28 sierpnia 1819, i krótko potem Raszek przeprowadził się do Puław, gdzie od przełomu grudnia 1819 i stycznia 1820, do 31 stycznia 1826 pracował na stanowisku dyrektora muzyki w Instytucie Nauczycieli Elementarnych i Organistów. Wykładał m.in. śpiew wspólny i z podziałem na głosy, chorał, grę na klawikordzie oraz solmizację. W pobliskich Włostowicach udzielał lekcji muzyki kościelnej dziewczętom z miejscowego chóru. W marcu 1820 urodził mu się drugi syn, w kwietniu 1824 trzeci (i przypuszczalnie – czwarty). W Puławach pracował nad ukończeniem swojego podręcznika – jednego z ważniejszych tego typu opracowań dla organistów – „Kancjonał muzyki kościelnej”, który wydany został w Warszawie w 1825.
Prawdopodobnie w 1826 przeprowadził się do Warszawy, gdzie w 1827 był nauczycielem śpiewu w Szkole Dominikańskiej. Był inspektorem Archikonfraterni Literackiej i udzielał prywatnych lekcji gry na fortepianie.
Zmarł 29 stycznia 1837 w Warszawie. Pochowany na Powązkach (kwatera 34, rząd 5, miejsce 12).